# Mitchell Sparrow
Pour les articles homonymes, voir Sparrow.
Mitchell Sparrow (né le 24 juin 1997) est un coureur cycliste sud-africain.

## Palmarès

### Championnats d'Afrique
- Le Caire 2021
  -  Champion d'Afrique de vitesse par équipes (avec Jean Spies et Joshua van Wyk)
  -  Médaillé d'argent du kilomètre
  -  Médaillé d'argent du keirin
  -  Médaillé d'argent de vitesse individuelle
- Le Caire 2023
  -  Champion d'Afrique de vitesse par équipes (avec Jean Spies et Johannes Myburgh)
  -  Médaillé d'argent du keirin
  -  Médaillé d'argent du kilomètre
- Le Caire 2024
  -  Champion d'Afrique de vitesse par équipes (avec Jean Spies et Johannes Myburgh)
  -  Médaillé d'argent du keirin
  -  Médaillé d'argent de vitesse individuelle

### Championnats nationaux
- 2015
  -  Champion d'Afrique du Sud de vitesse juniors
- 2017
  - 3e du championnat d'Afrique du Sud du kilomètre
- 2018
  - 2e du championnat d'Afrique du Sud du kilomètre
- 2019
  -  Champion d'Afrique du Sud de vitesse par équipes (avec Jean Christiaan Smith et Burton Witbooi)
  - 2e du championnat d'Afrique du Sud du kilomètre